# Imigração haitiana no Brasil
O ano de 2010 marcou o início da imigração haitiana no Brasil. A entrada dos haitianos via Tabatinga, no Amazonas, começou a ser notada em fevereiro de 2010, logo após o terremoto que sacudiu violentamente o Haiti, e em particular a capital, Porto Príncipe. A catástrofe provocou a morte de mais de 150 mil pessoas e deixou cerca de 300 mil deslocados internos.
A presença de haitianos no Brasil era quantitativamente inexpressiva até então. Segundo dados do IBGE, em 1940 viviam no Brasil 16 haitianos; em 1950 - 21; em 1960 -159; em 1970 - 90; em 1980 - 127; em 1991 - 141; em 2000 - 15; e em 2010 - 36 pessoas.
Com a presença no Haiti da Missão das Nações Unidas para a Estabilização do Haiti - MINUSTAH, comandada pelo Brasil desde 2004, os haitianos passaram a ver o Brasil como um ponto de referência. Após o terremoto de 2010, que desencadeou uma grande onda de emigração no Haiti, o Brasil passou a ser um dos destinos preferenciais dos migrantes, dada a dificuldade de entrada nos países de emigração tradicional (Estados Unidos, Canadá, República Dominicana, França, etc.). Atualmente cerca de 50 a 100 haitianos entram por dia no Brasil de maneira indocumentada, pelo estado do Acre.
Em 2015 e 2016, por conta da crise político-econômica enfrentada pelo Brasil, muitos haitianos retornaram para o Haiti, ou rumaram para outros países, como Chile, Peru e Estados Unidos.

## Imigração
Segundo o governo do Acre, desde dezembro de 2010, cerca de 130 mil haitianos entraram pela fronteira do Peru com o estado. De acordo com o  delegado Carlos Frederico Portella Santos Ribeiro, da Polícia Federal (PF), entre janeiro e setembro do ano de 2011, foram 6 mil e, em 2012, foram 2.318 haitianos que entraram sem documentos no Brasil.
Os haitianos chegam a Brasiléia, no Acre, de ônibus e são orientados a procurar a delegacia da PF solicitando refúgio, preenchendo um questionário no próprio idioma e sendo entrevistados por policiais. A PF expede um protocolo preliminar que os torna "solicitantes de refúgio", obtendo os mesmos direitos que cidadãos brasileiros, como acesso à saúde e ao ensino. Eles também podem tirar carteira de trabalho, passaporte e CPF, sendo registrados oficialmente no país.
Após o registro na PF, a documentação segue para o Comitê Nacional de Refugiados (Conare) e para o Conselho Nacional de Imigração (CNIG), que abrem um processo para avaliar a concessão de residência permanente em caráter humanitário, com validade de até 5 anos.Os haitianos não são considerados refugiados no Brasil. Segundo a lei brasileira, o refúgio só pode ser concedido a quem provar estar sofrendo perseguição em seu país por motivos étnicos, religiosos ou políticos. Porém, em razão da crise humanitária provocada pela catástrofe de 2010, o governo brasileiro abriu uma exceção, concedendo-lhes um visto diferenciado.
Em abril de 2013, o governo do Acre decretou situação de emergência social nos municípios de Epitaciolândia e Brasileia em consequência da chegada de imigrantes indocumentados nestes locais, em sua maioria haitianos. Durante meses, um abrigo emergencial para imigrantes funcionou em Brasileia. No mês de abril de 2014, em razão das enchentes do rio Madeira, esse abrigo, já então superlotado, teve que ser fechado, deixando desabrigados não apenas os haitianos mas também  migrantes originários de outros países, como Senegal, Nigéria, República Dominicana e Bangladesh.

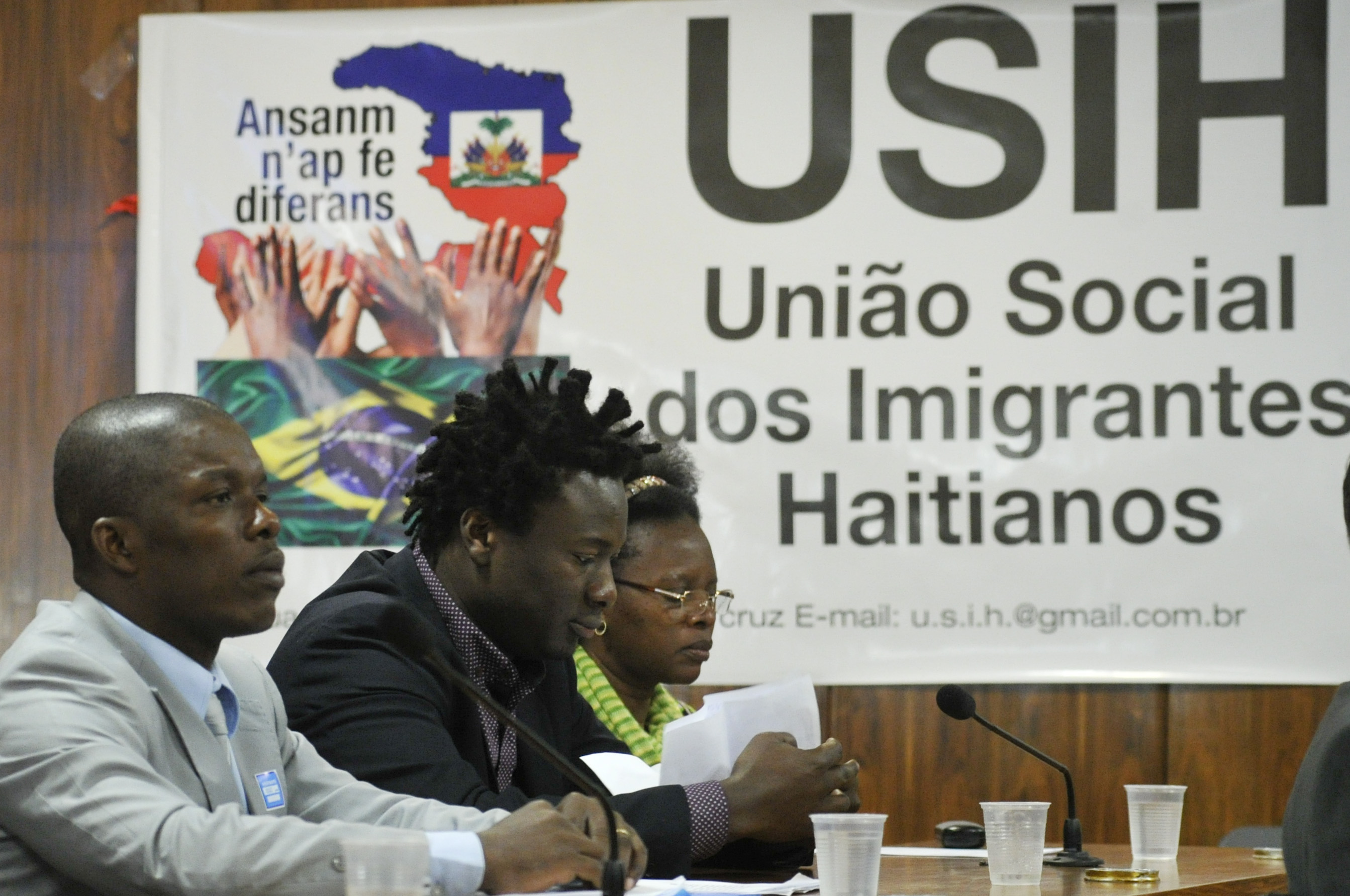
Audiência no Senado Federal para discussão da situação dos haitianos no Brasil em agosto de 2015.

A situação indocumentada dos imigrantes é, em grande parte, consequência  de  exigências burocráticas impostas pelo Ministério das Relações Exteriores para a entrada de estrangeiros no país. Além dos haitianos, migrantes de outros países começaram a utilizar a fronteira entre Assis Brasil e a cidade peruana de Iñapari como porta de entrada para o Brasil.
Em consequência do fechamento do abrigo de Brasileia, o governo do Acre deslocou os imigrantes  para Rio Branco para um novo abrigo improvisado.
Desde os dias 8 e 9 de abril de 2014, a chegada massiva de haitianos à cidade de São Paulo sem aviso prévio, em ônibus fretados pelo governo do Acre, chamou a atenção da imprensa, da sociedade civil e de diversas organizações humanitárias. Ao chegar à capital paulista, muitos deles procuram a Missão Paz, uma ONG  ligada à Pastoral dos Migrantes.
Fundada por religiosos scalabrinianos, a Missão Paz funciona na paróquia de Nossa Senhora da Paz, no bairro do Glicério. Desde 1939 em atividade, a Missão acolhe diariamente 110 imigrantes e de 60 a 70 nacionalidades por ano. 650 haitianos passaram pela Missão Paz entre 7 de abril e 11 de maio de 2014. A entidade atende migrantes (internos e externos) e refugiados de todo o mundo desde sua fundação, em 1939.
O padre Paolo Parise, coordenador da Missão, destaca a necessidade de que o Brasil disponha de uma lei de migração humanista e clara, em substituição à Lei nº 6.815, de 19 de agosto de 1980 (Estatuto do Estrangeiro), uma "herança do tempo da ditadura". Segundo ele, o país carece de uma política de migração de fato, e o Estado - não as organizações da sociedade civil - é que deve ser o protagonista nas ações em favor dos migrantes.
Os haitianos deixam seu país e suas famílias principalmente em busca de trabalho. "Não acreditamos que haja oportunidades na ilha. No Brasil, tudo é mais fácil e é o único local que está recebendo os haitianos com humanidade. Em outros países, é um inferno. Se um haitiano disser que não trabalha por aqui é porque ele não quer", assegura Kenny Michaud, que está há cinco meses em São Paulo. Em geral, os imigrantes trabalham para se manter e também precisam enviar dinheiro para suas famílias no Haiti.
Em 2012, os haitianos emigrados enviaram para seus parentes o correspondente a 22% do Produto Interno Bruto (PIB) do Haiti, segundo dados da CIA. Antes do terremoto de 2010, que destruiu a infraestrutura do país e provocou a onda de emigração, o impacto das remessas no PIB não chegava a 16%. De acordo com o Banco Mundial, o valor das remessas internacionais para o Haiti alcançou US$ 1,82 bilhões, em 2012 (antes do tremor, era inferior a US$ 1,3 bilhão). O Banco Central do Brasil diz não ter informação sobre o valor remetido por pessoas físicas ou jurídicas para lá desde 2010, mas os haitianos que trabalham no Brasil afirmam que mandam, em média, R$ 500 por mês para os familiares.

## A distribuição espacial dos haitianos no território brasileiro
Apesar da porta de entrada principal ter sido a fronteira terrestre nas regiões Norte e Centro-Oeste do Brasil, os imigrantes haitianos não se distribuíram uniformemente pelo território brasileiro, tampouco se direcionaram apenas para os grandes centros econômicos. Na verdade, a maioria dos haitianos no Brasil se encontra na região Sul, que é, curiosamente, a região brasileira mais distante do Haiti. Observando os dados da Relação Anual de Informações Sociais (RAIS) 2014 por ano de chegada do imigrante, percebe-se que 59,2% dos haitianos no mercado formal de trabalho encontravam-se na região Sul (sendo Santa Catarina o principal destino), seguida pela região Sudeste, com 28,2%, devido, sobretudo, à concentração na região metropolitana de São Paulo. A soma das demais regiões contém 12,6% dessa população, com destaque para a região Nordeste, residência de apenas 0,3% dos haitianos com carteira assinada.
Sendo assim, não parece ser tão óbvio dizer que os haitianos se polarizaram em torno de grandes centros. Por mais que São Paulo seja a cidade com maior registro de presença de haitianos no Brasil, outros grandes centros como o Rio de Janeiro, Brasília e as capitais do Nordeste não apresentam a mesma evidência. Também não é óbvio que os haitianos tenham escolhido localidades mais próximas do Haiti, o que poderia ser possível dadas as dimensões continentais do nosso país, mas isso não se verifica nos dados, que mostram uma grande concentração na região Sul.

## Estudos acadêmicos
Por ser um fluxo migratório recente e sem precedentes na história do Brasil, os estudos acerca desta migração são ainda escassos. Um dos primeiros estudos que têm-se conhecimento é o da haitiana Jenny Télémaque, que analisou o discurso da mídia brasileira no tocante à migração haitiana para o Brasil, Diversos artigos foram publicados tratando de aspectos gerais da imigração, sob várias perspectivas, dentre eles: “A migração de haitianos para o Brasil”; “Brazil, a new Eldorado for Immigrants?:The Case of Haitians and the Brazilian Immigration Policy”; “ Prá que engolir rejeitados do Haiti? O lugar de onde falo!".
Em 2014 foi publicado o resultado do projeto coordenado pelo professor Duval Fernandes intitulado “Estudos sobre a Migração Haitiana ao Brasil e Diálogo Bilateral”; fruto da parceria entre a Pontifícia Universidade Católica de Minas Gerais com instituições de ensino e pesquisa do Haiti, Equador, Peru e Bolívia, bem como com o Ministério do Trabalho e Emprego do Brasil e  Organização Internacional para as Migrações. A iniciativa rendeu um rico material referente a todo o percurso migratório dos haitianos até o Brasil. No mesmo ano, foi defendida no Programa de Pós-Graduação em História e Estudos Culturais da Universidade Federal de Rondônia - UNIR, a dissertação de mestrado de Geraldo Cotinguiba, intitulada: “Imigração haitiana para o Brasil – a relação entre trabalho e processos migratórios”.
Em 2015 foi defendida no Programa de Ciências Humanas e Sociais da Universidade Federal do ABC a dissertação de mestrado intitulada "Reve de Brezil: A Inserção de um Grupo de Imigrantes Haitianos em Santo André, São Paulo - Brasil", fruto de um trabalho etnográfico realizado pelo pesquisador Adriano Araújo junto à comunidade de imigrantes haitianos estabelecida no Núcleo Ciganos, no Grande ABC.
Também em 2015, o pesquisador haitiano e docente da Universidade Federal do Amapá, Joseph Handerson, defendeu no Programa de Antropologia do Museu Nacional/UFRJ, sua tese intitulada: "Diáspora. As Dinâmicas da Mobilidade Haitiana no Brasil, no Suriname e na Guiana Francesa"; um rico referencial para o estudo e compreensão das dinâmicas relacionadas à diáspora haitiana em diversas partes do mundo.  
Em 2017 foi defendida no Programa de Pós-graduação em Geografia da Universidade Estadual de Londrina (PPGEO-UEL) a dissertação de mestrado "Migração e trabalho: o caso dos haitianos em Cascavel/PR", de Lineker Alan Gabriel Nunes, sob orientação da professora Ideni Terezinha Antonello, onde se analisou o processo de inserção do imigrante haitiano no mundo do trabalho. Já em 2019, Jéssica Costa Pizaia defendeu o trabalho de mestrado "A territorialização de migrantes do Haiti em Cambé-PR e Rolândia-PR: as demandas das mulheres haitianas e as ações realizadas", a partir de uma perspectiva de gênero a outra mostrou processo de territorialização das imigrantes em Cambé e Rolândia, bem como suas demandas em âmbito político.  
Em 2019 foi defendida no Programa de Pós-graduação em Geografia Humana, da Faculdade de Filosofia, Letras e Ciências Humanas (IFCH) da Universidade de São Paulo (USP), a dissertação de mestrado "A precarização na base da mundialização contemporânea: a imigração haitiana na metrópole de São Paulo", de Priscilla Pachi, a pesquisa tem como base a questão econômica e laboral dos imigrantes haitianos na metrópole de São Paulo.  
Em 2021 foi defendido no Curso de Licenciatura em Geografia, do Departamento de Geografia, Turismo e Humanidades (DGTH) da Universidade Federal de São Carlos (UFSCar), campus Sorocaba, o Trabalho de Conclusão de Curso "A cidade de Sorocaba (SP) no contexto das imigrações haitianas", de Nícolas Vieira da Costa, com intuito de analisar e espacializar os imigrantes haitianos no município de Sorocaba, o trabalho foi feito com base em dados quantitativos obtidos através do Centro de Referência de Assistência Social (CRAS) e do Cadastro Único (CadÚnico).  